# Zab
A zab (Avena) a perjefélék (Poaceae) közé tartozó perjeformák (Pooideae) egyik nemzetsége mintegy ötven fajjal, amelyek közül Magyarországon mintegy másfél tucatnyi honos; olyan gabona, amit leginkább takarmánynak termesztenek.

## Elterjedése, élőhelye
Holarktikus, mérsékelt égövi nemzetség. A fajok többsége Ázsiában, kisebb hányada Európában (is) él; legtöbbjük a különféle gyepek növénytársulásaiban vesz részt. Termesztése alaposan megváltoztatta elterjedési területét; a közönséges abrakzab eredeti élőhelye ismeretlen. Az ókori civilizációkban nem termesztették (a latin avena szó nem zabot, hanem nádat jelentett); de a kelta és germán sírokban gyakran találtak zabot. Valószínűsítik, hogy egyes fajait a népvándorláskor Ázsiából jövő, lótenyésztő népek (avarok, magyarok stb.) hozhatták magukkal.

## Felépítése, megjelenése
Füzérvirágzata egy- vagy többvirágú. A nem egyenlő füzérkepelyvák hártyásak; a virágpelyvák háta ormós, a végük gyakran kétfogú, szálkája pödrött; a termesztett zab fajtáinak virága szálkátlan.

## Életmódja
Egy-vagy kétnyári növények. Gyorsan fejlődnek: az abrakzab teljes kifejlődéséhez az égöv melegebb tájain 16, hidegebb részein 22 hét elegendő, ezért még Norvégiában is termesztik, egészen az é. sz. 69°30'-ig. Korán kell vetni, hogy a még nyirkos földben jól meggyökeresedjen. A kötött földet alá kell hengerelni, vagy a vetés után boronálni. A trágyázást nagyon meghálálja.
A környezeti feltételekre kevéssé érzékeny zabban a paraziták a többi gabonafélénél kevesebb kárt tesznek:
- a gabonaüszög,
- gabonarozsda és
- gabonalisztharmat

viszonylag gyakran, az
- anyarozs elvétve károsítja.

## Termesztése
A zab a gabonafélék családjába tartozó növény, amelyet világszerte termesztenek állati takarmányként, valamint élelmiszeripari célra, például gabonapehely, kenyér és sütemények előállítására. 2021-ben a zabot több mint 70 országban termesztették, és az éves termés mennyisége meghaladta a 22 millió tonnát.
A világ legnagyobb zab termelői közé tartozik Oroszország, Kanada, Ausztrália, Lengyelország és Spanyolország. Ezek az országok a 2021-es termelésük alapján az első öt helyen álltak. 2021-ben Oroszország az éves világ zab termésének a 16%-át adta. 

## Fajai
- Avena abyssinica
- Avena agadiriana
- Avena atlantica
- Avena barbata
- kurta zab (Avena brevis Roth.) – termesztett faj.
- Avena canariensis
- Avena clauda
- Avena damascena
- Avena eriantha
- hélazab (üres zab, Avena fatua L.)
- Avena glabrata
- Avena haussknechtii
- Avena hirtula
- Avena hispanica
- Avena hybrida
- Avena insularis
- Avena longiglumis
- Avena lusitanica
- Avena macrostachya
- Avena maroccana
- Avena matritensis
- Avena murphyi
- Avena nuda
- Avena occidentalis
- török zab (keleti zab, Avena orientalis Schreb.) – termesztett faj.
  - csurdézab (Avena orientalis var. gymnocarpa Kcke.)
- szőrösödő zab (Avena pubescens L.) – ez Kárpát-medencében élő vadzabfajok közül a legismertebb; a szárazabb rétek jó zöldtakarmánya. Virágzata dús, levélzete buja.
- abrakzab (Avena sativa L.) – a legismertebb termesztett faj.
  - kopasz zab (nagy zab, bajusztalan zab, Avena sativa var. nuda L.)
  - kínai csupasz zab (Avena sativa var. chinensis Fisch.) – Észak-Amerikában termesztett fajta
- Avena sterilis
- érdes zab (borotvás zab) (Avena strigosa Schreb.) – termesztett faj.
- Avena trichophylla
- Avena vaviloviana
- Avena ventricosa
- Avena wiestii

## Felhasználása
| Energia 389 kcal 1628 kJ |      |
| Szénhidrátok | 66 g |
| - Étkezési rostok 11 g |      |
| Zsír | 7 g  |
| Fehérje | 17 g |
| Pantoténsav (B5-vitamin) 1.3 mg                                                                                                 | 26%  |
| Folsav (B9-vitamin) 56 μg | 14%  |
| Vas 5 mg | 38%  |
| Magnézium 177 mg | 50%  |
| β-glucan (soluble fiber) | 4 g  |
| A százalékos értékek az amerikai felnőttek számára javasolt napi mennyiségre (RDA) vonatkoznak. Forrás: USDA tápanyag adatbázis |      |

Az abrakzab (termesztett zab) ismert takarmánynövény. Magyarországon főleg lóabrak; a Felvidéken régebben, ínséges időkben időnként szálkás kenyeret (zabhalusa) sütöttek lisztjéből. Észak-Európában kását őrölnek, Belgiumban sört főznek belőle, angolszász nyelvterületen elterjedt reggeli étel zabpehelyként, továbbá a glutén-mentes étkezésben alternatívaként használt a liszt kiváltására. Háztartásbeli felhasználásra zabliszt vásárolható a kereskedelemben, vagy otthon készíthető zabpehelyből darálóval.
Mostanság egyre nagyobb népszerűségnek örvend a diétázók és az egészséges életmódot élők között. Rostban és tápanyagban gazdag, ennek pedig az az oka, hogy bár hántolják, ezzel azonban nem távolítják el a csírát és a korpát. A zabban levő oldható rostok csökkentik az LDL, azaz a "rossz koleszterin" mennyiségét, miközben nem csökkentik a HDL, vagyis a "jó koleszterin" szintjét. Egy ideje már az Amerikai Diabétesz Szövetség ajánlja a cukorbetegségben szenvedőknek az olyan gabonafélék fogyasztását, mint a zab. Az oldható rostok segítenek a vércukorszint ingadozások elkerülésében: a magas rosttartalmú ételek késleltetik a cukor felszívódását a vérbe, növelik az inzulinérzékenységet.